# Powiat Kleve
Powiat Kleve (Kreis Kleve) – powiat w Niemczech, w kraju związkowym Nadrenia Północna-Westfalia, w rejencji Düsseldorf. Stolicą powiatu jest miasto Kleve.

## Geografia

### Region
Część powiatu leżu w parku krajobrazowym Maas-Schwalm-Nette.
W powiecie znajduje się kilka niezniszczonych bunkrów z byłej linii Zygfryda.

### Gminy należące do powiatu
Powiat Kleve składa się z 16 gmin:

#### Gminy miejskie
| Nazwa             | Liczba ludności (31 grudnia 2015) | Powierzchnia (km²) | Gęstość zaludnienia (os./km²) |
| ----------------- | --------------------------------- | ------------------ | ----------------------------- |
| Emmerich am Rhein | 30.968                            | 80,14              | 386,42                        |
| Geldern           | 33.841                            | 96,88              | 349,30                        |
| Goch              | 33.889                            | 115,37             | 293,74                        |
| Kalkar            | 13.854                            | 88,23              | 157,02                        |
| Kevelaer          | 28.311                            | 100,58             | 281,48                        |
| Kleve             | 49.729                            | 97,79              | 508,53                        |
| Rees              | 21.349                            | 109,63             | 194,74                        |
| Straelen          | 15.641                            | 74,07              | 211,17                        |

#### Gminy wiejskie
| Nazwa       | Liczba ludności (31 grudnia 2015) | Powierzchnia (km²) | Gęstość zaludnienia (os./km²) |
| ----------- | --------------------------------- | ------------------ | ----------------------------- |
| Bedburg-Hau | 13.033                            | 61,30              | 142,75                        |
| Issum       | 12.037                            | 54,66              | 220,22                        |
| Kerken      | 13.262                            | 58,01              | 228,62                        |
| Kranenburg  | 10.648                            | 76,96              | 138,36                        |
| Rheurdt     | 6.709                             | 30,01              | 223,56                        |
| Uedem       | 8.266                             | 60,94              | 135,64                        |
| Wachtendonk | 8.189                             | 48,14              | 170,10                        |
| Weeze       | 10.611                            | 79,49              | 13349                         |

### Sąsiednie powiaty/ prowincje
Powiat Kleve graniczy w kierunku ruchu wskazówek zegara począwszy na północnym wschodzie z powiatami Borken, Wesel i Viersen. Na zachodzie graniczy z Limburgią, na północy i północnym zachodzie z Geldrią.

## Transport

### Transport drogowy
Przez powiat Kleve przebiegają 3 autostrady (Autobahn), 9 dróg federalnych (Bundesstraße) i 44 dróg powiatowych (Kreistrasse).

#### Autostrady
- A 3 – granica z Holandią (A 12) – Elten – Emmerich am Rhein→Isselburg
- A 40 – granica z Holandią (A 67) – Herongen – Straelen→Wankum
- A 57 – granica z Holandią (A 77) – Goch  – Kervenheim – Sonsbeck – Alpen→Rheinberg

#### Drogi federalne
- B 8 – N336 w Holandii – Elten – Emmerich am Rhein – Rees – Wesel
- B 9 – N325 w Holandii – Wyler – Kleve – Rottum – Kevelaer – Geldern – Kerken – Krefeld
- B 57 – Kleve – Kalkar – Xanten
- B 58 – Venlo w Holandii – Straelen – Geldern – Wesel
- B 67 – Goch – Kalkar – Rees – L 600 w powiecie Borken
- B 220 – N316 w Holandii – Warbeyen – Kleve (Kellen)
- B 221 – B 58 – Straelen – A 40
- B 504 – B 9 – B9/A 57
- B 510 – Kerken – Kamp-Lintfort

#### Drogi powiatowe
- K 1 – granica z powiatem Viersen (K 1)→granica powiatu (L 39)
- K 2 – K 3 w Keeken – K 31 – Niel – K 44 w Kranenburgu
- K 3 – granica państwa (N 840 w Geldrii) – Bimmen – K 2 – Keeken – Düffelward – Rindern – B 9
- K 4 – L 5 – Uedemerbruch – L 77 – granica powiatu (K 4 w powiecie Wesel)
- K 5 – B9 w Kleve – K 14 – K 8 – Till – L 1 – B57 w Kalkar
- K 6 – L 459 w Halder – granica powiatu (K 6 w powiecie Wesel)
- K 7 – B8 w Rees – Bergswick – Haffen – K 11 – Mehr – granica powiatu (K 7 w powiecie Wesel)
- K 8 – K 5 w Till – B57 – K 27 – Louisendorf – L 362 – K 43 – Pfalzdorf – K 10 – K 28 – Asperden – B504 – L 177
- K 10 – L 484 w Kleve – K 26 – Nierswalde – K 8
- K 11 – K 7 w Mehr – granica powiatu (K 7 w powiecie Wesel)
- K 12 – L 18 w Wissel – L 41 – B67 – K 45 w Appeldorn
- K 13 – L 5 w Uedem – K 50 – L 464 – L 491 w Kevelaer
- K 14 – B220 in Warbeyen – Huisberden – K 5
- K 15 – B504 we Frasselt – Schottheide – Nütterden – L 484 w Kleve
- K 16 – B220 w Emmerich am Rhein – L 90 w Klein-Netterden
- K 17 – L 361 w Wemb – K 36 – Twisteden – Lüllingen – L 361 – B9 w Veert
- K 18 – Grietherort – K 19 – B8 w Rees
- K 19 – K 18 – Bienen – B8 – Androp – B67 – B8 w Groin
- K 20 – L 362 – granica powiatu (K 20 w powiecie Wesel)
- K 21 – K 40 – K 38 – L 479 – Geneng – L 361 – L 140 w Wachtendonk
- K 23 – L 39 – Harzbeck – Vorst w Wachtendonk – granica powiatu (K 23 w powiece Viersen)
- K 24 – B58 w Dammerbruch – L 2 – Brüxken – B221 – Broekhuysen – L 39
- K 26 – L 484 w Kleve – K 10 – B9 w Bedburg-Hau
- K 27 – L 362 w Bedburg-Hau – Schneppenbaum – K 8 – B67 – Altkalkar – L 174
- K 28 – L 177 – K 29 – B504 – K 8 w Asperden
- K 29 – B504 w Kessel – K 28
- K 30 – B9 w Kevelaer – Wetten – L 486 – K 39 – L 480 w Veert
- K 31 – K 44 w Wyler – B9 – Zyfflich – Niel – K 2 – Mehr – B9 w Nütterden
- K 32 – L 480 – L 89 – Aengenesch – B58
- K 33 – L 491 w Winnekendonk – L 486 w Wetten
- K 34 – L 361 w Vorst – Pont – B58 – K 40 – B9 – Vernum – L 266 w Hartefeld
- K 35 – L 362 – Niederwald – B58
- K 36 – L 361 w Kevelaer – K 17 – Twisteden – granica państwa(N 271 w Limburgii)
- K 37 – L 361 w Weeze – Port Lotniczy Weeze – L 486
- K 38 – L 361 w Straelen – Hetzert – K 42 – K 21 – K 40 – B9 w Nieukerk
- K 39 – K 30 – B9 w Berendonk
- K 40 – L 478 w Geldern – B9 – K 34 – K 21 – Winternam – K 38 – L 479 w Nieukerk
- K 41 – L 480 – Holt – L 2
- K 42 – L 2 w Auwel – L 361 – Vossum – B58 – Mühlensteeg – K 38 – L 361 – Boekholt – L 39
- K 43 – B57 w Qualburg – L 362 – Bedburg-Hau – K 8 w Pfalzdorf
- K 44 – B9 w Wyler – K 31 – Kranenburg – K 2 – B9
- K 45 – L 8 w Niedermörmter – K 12 – Appeldorn – B57 w Kehrum
- K 49 – granica powiatu (K 49 w powiecie Wesel) – L 362 w Winnekendonk
- K 50 – L 5 – K 13 – L 362 w Kervenheim

### Transport kolejowy

#### Regional-Express
- RE 10 (Niers-Express) – Kleve – Bedburg-Hau – Goch – Weeze – Kevelaer – Geldern – Nieukerk – Aldekerk →Kempen
- RE 19 (Rhein-IJssel-Express) – Emmerich an Rhein – Praest – Millingen – Empel-Rees – Haldern →Mehrhoog

### Transport autobusowy

#### Autobusy szybkie
- SB 7 – Geldern – Issum – Alpen
- SB 30 – Geldern – Issum – Sevelen – Kamp-Lintfort
- SB 58 – Emmerich am Rhein – Kleve – Kranenburg – Beek (NL)